# Ariathisa atrosignata
Ariathisa atrosignata är en fjärilsart som beskrevs av Walker 1865. Ariathisa atrosignata ingår i släktet Ariathisa och familjen nattflyn. Inga underarter finns listade i Catalogue of Life.